# Pau Alsina i Rius
Pau Alsina i Rius (Barcelona 16 de desembre 1830 - íd. 26 de gener de 1901) fou un polític republicà i dirigent obrerista català. Va ser el primer diputat del Congrés dels Diputats espanyol pertanyent a la classe obrera. El seu ofici era teixidor de vels.

## Biografia
Fill de Jaume Alsina i Josefa Rius. Va morir solter al carrer Princesa, 12-2 de Barcelona de broncopneumònia.
Assistí al Congrés Obrer de Barcelona de 1865 (convocat pel periòdic El Obrero) i militava al Partit Democràtic. Alsina era un treballador de la indústria tèxtil i dirigent obrer que va participar en la revolució de 1868. Un cop triomfà la revolució formà part de la Diputació Provincial de Barcelona i ingressà al Partit Republicà Democràtic Federal. Fou candidat d'aquest partit per Barcelona a les eleccions generals espanyoles de 1869, i fou elegit amb els vots de l'obrerisme, ja que era un dels caps del Centre Federal de Societats Obreres de Barcelona, i del federalisme, de manera que esdevingué el primer diputat que pertanyia a la classe obrera.
L'abril de 1869 fou portador d'una sol·licitud, amb 8.000 firmes d'obrers demanant la reintroducció dels jurats mixtes d'obrers i patrons. El 27 de juny de 1869 intervenia a les Corts Constituents manifestant-se contra el lliurecanvisme. Fou membre de la Junta Superior Revolucionària de Barcelona en l'aixecament republicà-federal de setembre-octubre de 1869, però fracassà i s'exilià a França. Va advocar per la col·laboració entre els republicans federalistes i l'obrerisme socialista. Assistí al congrés del Centre Federal dels Teixidors a Mà del gener de 1871 a Barcelona, on s'imposaren les idees de Mikhaïl Bakunin. El mateix any fou elegit senador.
El 1873 fou candidat en les eleccions municipals a l'Ajuntament de Barcelona pels republicans federals. Amb la Restauració borbònica ingressà en el Partit Republicà Possibilista de Castelar i en fou president del Comitè Provincial de Barcelona. Des de llavors també fou actiu en l'àmbit de la maçoneria. Els darrers anys de la seva vida fou conserge d'un museu barceloní.